# Powiat Scheibbs
Powiat Scheibbs (niem. Bezirk Scheibbs) – powiat w Austrii, w kraju związkowym Dolna Austria, w rejonie Mostviertel. Siedziba powiatu znajduje się w mieście Scheibbs.

## Geografia
Powiat Scheibbs graniczy: na północy z powiatem Melk, na wschodzie z powiatami St. Pölten-Land i Lilienfeld, na zachodzie z powiatem Amstetten i miastem statutarnym Waidhofen an der Ybbs, na południu z powiatami Liezen i Bruck an der Mur (dwa ostatnie w Styrii).
Środkowa i południowa część powiatu leży w Północnych Alpach Wapiennych, w grupie Ybbstaler Alpen.

## Podział administracyjny
Powiat podzielony jest na 18 gmin, w tym dwie gminy miejskie (Stadt), dziewięć gmin targowych (Marktgemeinde) oraz siedem gmin wiejskich (Gemeinde).
| Miasta 1. Scheibbs (4237) 2. Wieselburg (4672) Gminy targowe 1. Gaming (2933) 2. Göstling an der Ybbs (2016) 3. Gresten (1991) 4. Lunz am See (1758) 5. Oberndorf an der Melk (2999) 6. Purgstall an der Erlauf (5366) 7. Randegg (1868) 8. Steinakirchen am Forst (2325) 9. Wang (1370) | Gminy 1. Gresten-Land (1480) 2. Puchenstuben (277) 3. Reinsberg (1073) 4. St. Anton an der Jeßnitz (1146) 5. St. Georgen an der Leys (1331) 6. Wieselburg-Land (3432) 7. Wolfpassing (1732) |
| (stan liczby mieszkańców 1 stycznia 2023) | |

## Transport
Przez powiat przebiegają następujące drogi krajowe: B22 (Grestner Straße), B25 (Erlauftal Straße), B28 (Puchenstubner Straße), B29 (Manker Straße), B31 (Gföhler Straße) i B71 (Zellerrain Straße).
Z powodu Alp linie kolejowe rozmieszczone są jedynie w dolinach rzek, przez powiat przebiegają linie: Gresten-Land - Pöchlarn i Waidhofen an der Ybbs -  Pöchlarn.